# Depot I von Hrdlořezy
Das Depot I von Hrdlořezy (auch Hortfund I von Hrdlořezy) ist ein Depotfund der frühbronzezeitlichen Aunjetitzer Kultur aus Hrdlořezy, im Středočeský kraj, Tschechien. Es datiert in die Zeit zwischen 2000 und 1800 v. Chr. Das Depot befindet sich heute im Regionalmuseum in Mladá Boleslav.

## Fundgeschichte
Das Depot wurde 1954 nordöstlich von Hrdlořezy bei einer archäologischen Grabung auf der vorgeschichtlichen Siedlung Předliška entdeckt. Die Siedlung liegt auf einem Geländesporn. Das Depot wurde in 0,2 m Tiefe in einer kleinen Grube entdeckt.
1967 wurde auf der Siedlung Předliška noch ein zweiter Depotfund (Depot II) entdeckt. Außerdem sind von hier drei Einzelfunde von Bronzegegenständen der Aunjetitzer Kultur (ein Randleistenbeil und zwei Dolchklingen bekannt). Ein weiteres Depot (Depot III), dessen genaue Fundstelle unbekannt ist, stammt aus der späten Bronzezeit.

## Zusammensetzung
Das Depot bestand aus drei Armspiralen, 13 Ösenkopfnadeln, zwei Halsketten mit 836 tonnenförmigen Bronzeperlen (Václav Moucha nennt nur 824) und einer Bernsteinperle, vier Armringen, zwei Pfriemen und einer Keramikscherbe. Die Gegenstände waren geschichtet und gebündelt niedergelegt worden. Außen befanden sich die Armspiralen. An diesen lehnte die Randscherbe eines Gefäßes. Innerhalb der Spiralen lag ein Bündel aus elf Nadeln. Unter den Spiralen folgten die Armringe und die beiden Perlenketten. In den Öffnungen der Perlen sollen noch Reste von Schnüren vorhanden gewesen sein. Innerhalb der Ringe lagen zwei bronzene Pfrieme mit Resten von Holzgriffen, die aber noch während der Grabung zerfielen. Unter den Pfriemen lagen schließlich schräg zwei weitere, größere Nadeln. Die Keramikscherbe und die Bernsteinperle sind heute verschollen.